# ویم وندرس
ارنست ویلهلم وندرس یا ویم وندرس (به آلمانی: Wim Wenders) (زاده ۱۴ اوت ۱۹۴۵ در دوسلدورف) کارگردان، عکاس، نویسنده و تهیه‌کننده آلمانی است.
فیلمبرداری بیشتر آثار وندرس کار رابی مولر است. او همچنین در اولین فیلم پیتر هاندکه ترس دروازه‌بان از ضربهٔ پنالتی و بعد در یکی از مشهورترین فیلم‌های او زیر آسمان برلین با او همکاری کرد.
وندرس تعداد زیادی ویدئو کلیپ برای گروه یو تو و چند تبلیغ تلویزیونی هم کارگردانی کرده‌است.

## جوایز
وندرس در سال ۱۹۸۴ نخل طلای جشنوارهٔ فیلم کن را به خاطر فیلم پاریس تگزاس دریافت کرد. هم چنین در سال ۱۹۸۷با فیلم بال های اشتیاق (زیر آسمان برلین) جایزه بهترین کارگردانی جشنواره فیلم کن را از آن خود کرد. در سال ۱۹۸۹ از دانشگاه سوربن پاریس و در سال ۲۰۰۵ از دانشگاه کاتولیکی لووَن' در بلژیک مدرک دکترای افتخاری به او اعطا شد. در سال ۲۰۰۵ هم جایزهٔ پلنگ افتخاری جشنوارهٔ بین‌المللی فیلم لوکارنو به او داده شد.
فیلم روزهای عالی برای او، جایزه اصلی جوایز آسیا و پاسیفیک ۲۰۲۳ را به ارمغان آورد.

## تأثیرپذیری
وندرس بسیار تحت تأثیر یاسوجیرو ازو فیلمساز ژاپنی بوده‌است: «اگر در این قرن تنها جا برای یک چیز مقدس باشد، ازوست.» وندرس در بیست و یک سالگی به سینماتک در فرانسه رفت: «در یک سال ۲۰۰۰ فیلم دیدم، اهمیت سینمای آمریکا را فهمیدم و ازو رو یافتم…» بابک احمدی در کتاب تصاویر دنیای خیالی مقاله‌ای در مورد تأثیرپذیری وندرس از ازو، نیکلاس ری و جان فورد نوشته‌است.

## فیلم‌شناسی
| سال ساخت | عنوان                                        | عنوان اصلی                             | توضیح                                                                       |
| -------- | -------------------------------------------- | -------------------------------------- | --------------------------------------------------------------------------- |
| ۱۹۷۰     | تابستان در شهر                               |                                        |                                                                             |
| ۱۹۷۲     | ترس دروازه‌بان از پنالتی                      | Die Angst des Tormanns beim Elfmeter   | بر اساس رمانی به همین نام از پیتر هاندکه                                    |
| ۱۹۷۳     | داغ ننگ                                      | Der Scharlachrote Buchstabe            | بر اساس رمانی به همین نام از ناتانیل هائورن                                 |
| ۱۹۷۴     | آلیس در شهرها                                | Alice in den Städten                   | اولین قسمت از سه‌گانهٔ فیلم جادهٔ وندرس                                        |
| ۱۹۷۵     | حرکت اشتباه                                  | Falsche Bewegung                       | قسمت دوم سه‌گانهٔ فیلم جاده                                                   |
| ۱۹۷۶     | سلاطین جاده                                  | Im Lauf der Zeit                       | قسمت سوم سه‌گانهٔ فیلم جاده                                                   |
| ۱۹۷۷     | دوست آمریکایی                                | Der Amerikanische Freund               | اقتباسی از رمان بازی ریپلی نوشته پاتریشیا های‌اسمیت                          |
| ۱۹۸۰     | آذرخش بر آب                                  |                                        | مستند دربارهٔ آخرین روزهای زندگی نیکلاس ری                                   |
| ۱۹۸۲     | اتاق ۶۶۶                                     | Chambre 666                            |                                                                             |
| ۱۹۸۲     | زاویهٔ مقابل                                  |                                        | مستند از مشاجرات کارگردان با فرانسیس فورد کاپولا طی ساخت فیلم همِت           |
| ۱۹۸۲     | همِت                                          |                                        | بر اساس رمانی از جو گورس داستانی خیالی در مورد داشیل همت ، نویسندهٔ آمریکایی |
| ۱۹۸۲     | وضعیت چیزها                                  | Stand der Dinge                        |                                                                             |
| ۱۹۸۴     | پاریس تگزاس                                  |                                        |                                                                             |
| ۱۹۸۵     | توکیو گا                                     | Tokyo-Ga 東京画                        | فیلم مستندی دربارهٔ یاسوجیرو اوزو                                            |
| ۱۹۸۷     | آسمان فراز برلین                             | Der Himmel über Berlin                 | فیلمنامه همراه با پیتر هاندکه                                               |
| ۱۹۸۹     | دفتر یادداشت در مورد شهرها و لباس‌ها          | Aufzeichnungen zu Kleidern und Städten |                                                                             |
| ۱۹۹۰     | آبی داغ                                      | (به انگلیسی Red Hot Blue)              | ویدئو کلیپ برای آهنگ "شب و روز اثر یو تو (Night and Day)                    |
| ۱۹۹۱     | تا انتهای جهان                               | Bis ans Ende der Welt                  |                                                                             |
| ۱۹۹۲     | آریشا، خرس و حلقهٔ سنگی                       | Arisha, der Bär und der steinerne Ring |                                                                             |
| ۱۹۹۳     | بسیار دور، چنین نزدیک!                       | In weiter Ferne, so nah!               | دنبالهٔ آسمان فراز برلین                                                     |
| ۱۹۹۴     | داستان لیسبون                                |                                        | تا حدودی دنبالهٔ وضعیت چیزها.                                                |
| ۱۹۹۵     | برادران اسکلادونوفسکی                        | Die Gebrüder Skladanowsky              |                                                                             |
| ۱۹۹۷     | پایان خشونت                                  |                                        |                                                                             |
| ۱۹۹۸     | ویلی نلسون در تیترو                          |                                        |                                                                             |
| ۱۹۹۹     | کلوپ اجتماعی بوئنا ویستا                     |                                        | مستند در مورد نوازندگان کوبایی، همراه با ری کودر                            |
| ۲۰۰۰     | هتل میلیون دلاری                             |                                        |                                                                             |
| ۲۰۰۲     | چکامه‌ای برای کواون: فیلمی دربارهٔ راک اند رول | Viel passiert - Der BAP-Film           |                                                                             |
| ۲۰۰۲     | ده دقیقه بزرگ‌تر:ترومپِت                       | Ten Minutes Older:Trumpet              | قسمت "دوازده مایل تا ترونا"                                                 |
| ۲۰۰۳     | روح یک مرد                                   | Soul Of A man                          |                                                                             |
| ۲۰۰۴     | سرزمین فراوانی                               | Land Of Plenty                         |                                                                             |
| ۲۰۰۵     |                                              | Don't Come Knocking                    |                                                                             |
| ۲۰۰۸     | فیلمبرداری در پالرمو                         | Palermo Shooting                       |                                                                             |
| ۲۰۱۴     | نمک زمین                                     |                                        | مستندی دربارهٔ سباستیائو سالگادو عکاس برزیلی                                 |
| ۲۰۱۵     | پینا                                         | Pina                                   | مستندی دربارهٔ پینا بوش، رقصندهٔ آلمانی                                       |
| ۲۰۱۶     | روزهای زیبای آرانخوئز                        | Les Beaux Jours d'Aranjuez             |                                                                             |
| ۲۰۱۷     | مخفی‌سازی                                     | Submergence                            |                                                                             |
| ۲۰۲۳     | روزهای عالی                                  | Perfect Days                           | نماینده ژاپن در بخش بهترین فیلم بین‌المللی جوایز اسکار                       |